# Українсько-канадський дослідчо-документаційний центр

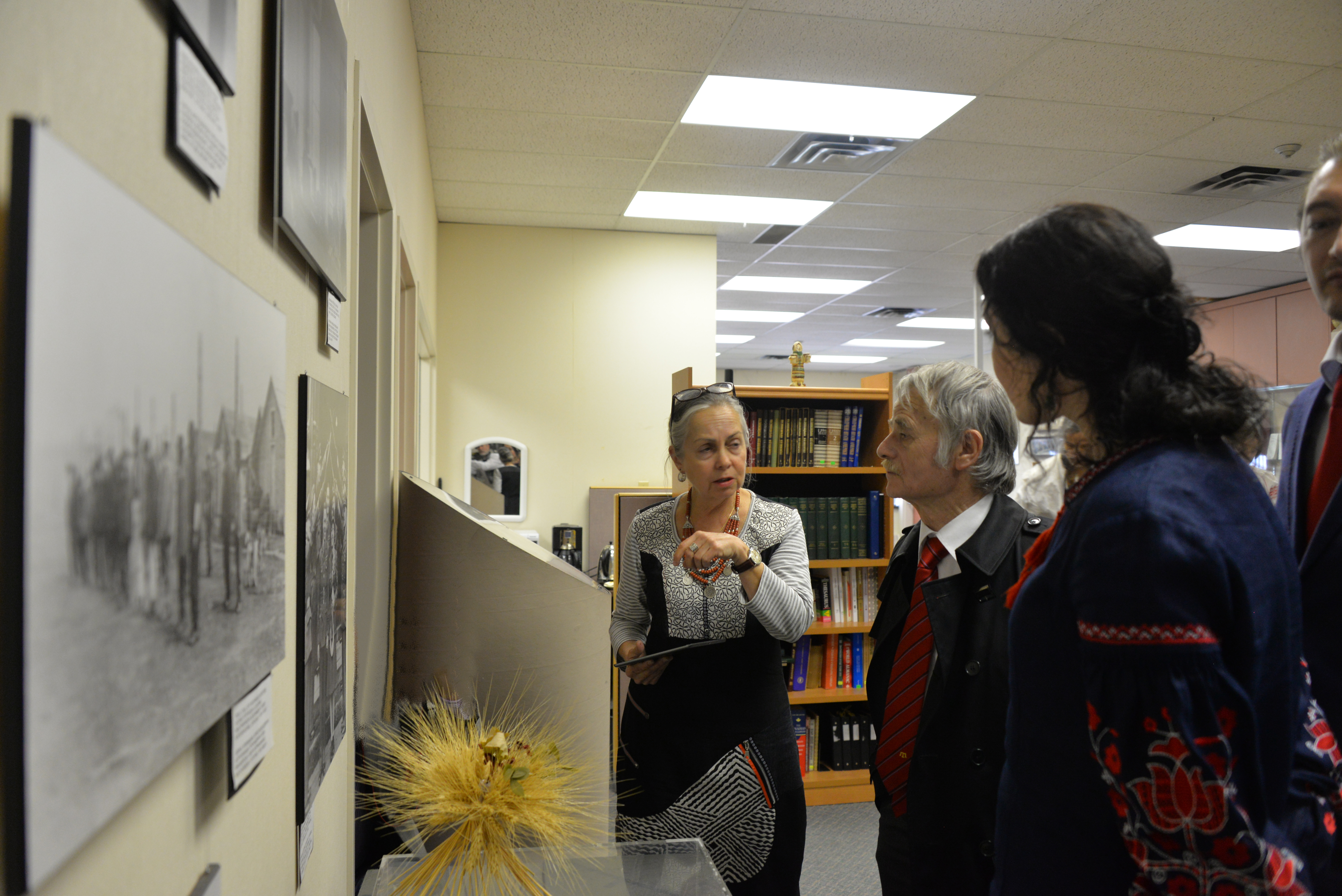
Мустафа Джемілєв відвідує Українсько-канадський дослідчо-документаційний центр у 2016 році

Українсько-канадський дослідчо-документаційний центр (УКДДЦ) (англ. Ukrainian Canadian Research and Documentation Centre, UCRDC)  — громадська установа, неприбуткова організація в Торонто, Канада, яка збирає, класифікує і зберігає документальні свідчення внеску українців до світової історії і культури.
УКДДЦ діє як ресурсний центр, який має архів, невелику бібліотеку, задокументовані усні історії (у звуковому та відео форматі), фотографії, мемуари, особисті архіви та інші різнорідні речі. Більшість із цих колекцій каталогізовані.
УКДДЦ випускає документальні фільми, готує навчальні матеріали і спонсорує лекції, конференції та виставки на різні теми, дотичні до українських справ.

## Історія
Центр був створений у 1986 р. Він розвинувся з комітету, сформованого групою канадських українців у Торонто — організаторів пам'ятних подій до 50-річчя Голодомору в Україні.
Комітет зібрав особисті свідчення очевидців голоду – мешканців Канади і заснував дослідницький фонд, який у 1982 р. оформився в Український комітет досліджень голоду.
На основі зібраних матеріалів Комітет досліджень голоду за чотири роки створив документальний фільм «Жнива розпачу», який мав величезний розголос. Відтак у 1986 р. Комітет переформувався на дослідний інститут і змінив свою назву на Українсько-канадський дослідчо-документаційний центр.
Сфера його уваги, все ще зосереджена на Голодоморі, дещо розширилась, включивши інші історичні події, стосовні до українців у Канаді, в Україні та в інших місцях розселення українців. Співробітники та волонтери УКДДЦ також зібрали архів документів усної історії, доступних для подальших досліджень. Робота УКДДЦ отримала визнання і схвалення приватних осіб, наукових інституцій і урядів Канади, Аргентини, Австралії, Бразилії, України, США та інших країн.

## Діяльність
УКДДЦ випустив кілька резонансних документальних фільмів:
- «Жнива розпачу» англ. Harvest of Despair (1984)
- «Між Гітлером і Сталіном» англ. Between Hitler and Stalin (2004)
- «Ціна свободи» англ. Freedom Had a Price
- «Голодомор: голоси свідків» англ. Holodomor: Voices of Survivors
- «Канадська історія війни» (англ. A Canadian War Story), режисер Джон Паскевич (2023)[2].

### Виставки
- За колючим дротом (про інтернування українців у час І світової війни)

### Архіви
- Усна історія
- Голодомор
- Друга світова війна
- Українці в Канаді

### Текстові і візуальні колекції
- Голодомори в Україні
- Друга світова війна
- Українсько-єврейські стосунки
- Канадіана

### Публікації
- Luckyj, George S. N. Keeping a Record: Literary Purges in Soviet Ukraine (1930s): A Bio–Bibliography. — Edmonton: Canadian Institute of Ukrainian Studies, University of Alberta, in Association with Ukrainian Famine Research Centre [UCRDC], Toronto: 1987.
- Roman Serbyn, The Famine of 1921–1923 and the Ukrainian Press in Canada. Український текст, резюме англійською і французькою мовами. UCRDC 1995.
- Wsevolod Isajiw (Ed.) Famine–Genocide in Ukraine 1932–1933: Western Archives, Testimonies and New Research. ISBN 0–921537–56–5. Книгу видано 2003 року англійською мовою. Зміст поданий на сайті http://ucrdc.org/Publications–Famine–Genocide.html.
- Isajiw W., Gregorovich A., Romanyshyn O. Between Hitler and Stalin - a reader’s companion to the documentary film ‘Between Hitler and Stalin: Ukraine in World War II, the Untold Story’, 2003
- Український Голокост – Свідчення тих, хто вижив, Том 5 (о. Ю. Мицик, І. Винницька, ред.). ISBN 978–966–518–452–2, 2008 р., 322 с. українською мовою. Тексти 48 свідчень жертв і свідків Голодомору: http://ucrdc.org/Publications–Ukrainskyi_Holokost.html.
- Винницька Іроїда (ред.) Незвичайні долі звичайних жінок. Усна історія двадцятого століття

УКДДЦ також проводить навчання, семінари, наради, суспільні та просвітницькі акції.
УКДДЦ є членом Конґресу Українців Канади (відділ Торонто).
Центром керує Рада, головою якої в 2017 році обраний проф. Микола Держко.
УКДДЦ знаходиться в приміщенні Інституту Святого Володимира в Торонто за адресою 620 Spadina Avenue Toronto, ON., M5S 2H4

## Зовнішні посилання
- http://www.ucrdc.org/ [Архівовано 29 липня 2017 у Wayback Machine.]